# Autostrada CT.05
L'autostrada Nội Bài-Lào Cai (sigla CT.05) è un'autostrada vietnamita lunga 264 chilometri che collega la capitale Hanoi con la città di Lào Cai presso lo frontiera cinese.

## Tracciato
L'autostrada corre in gran parte lungo le rive del Fiume Rosso, attraversando quattro province: Hanoi, Vĩnh Phúc, Phú Thọ, Yên Bái e Lào Cai.
Alla frontiera cinese si congiunge all'autostrada cinese Kunming-Hekou. Fa parte del progetto di sviluppo delle infrastrutture dei trasporti del corridoio economico internazionale Kunming-Hanoi-Haiphong.